# The Boogeyman (filme)
The Boogeyman (Pt: Boogeyman,  Br: Bicho Papão - O Conto ou Boogeyman - Seu Medo é Real) é um filme de terror sobrenatural americano dirigido por Rob Savage com roteiro de Scott Beck, Bryan Woods e Mark Heyman, baseado no conto de 1973 de mesmo nome de Stephen King. O filme é estrelado por Madison Hu, Vivien Lyra Blair, Sophie Thatcher, David Dastmalchian, Chris Messina e Jaynie Verdin.
A fotografia principal começou em fevereiro de 2022 em Nova Orleans. Originalmente planejado para ser lançado no serviço de streaming Hulu, The Boogeyman está programado para ser lançado nos Estados Unidos em 2 de junho de 2023, pela 20th Century Studios.

## Premissa
A estudante do ensino médio Sadie Harper e sua irmãzinha Sawyer ainda estão se recuperando da recente morte de sua mãe. Devastado pela própria dor, o pai delas, Will, terapeuta de profissão, não lhes dá o apoio nem o carinho que tentam reivindicar dele. Quando um paciente desesperado aparece inesperadamente em sua casa pedindo ajuda, eles trazem uma entidade aterrorizante que persegue as famílias e se alimenta de seu maior sofrimento.

## Elenco
- Chris Messina como Will[6]
- Vivien Lyra Blair como Sawyer[6]
- Sophie Thatcher como Sadie[6]
- David Dastmalchian como Lester[6]
- Marin Ireland como Rita[6]
- Madison Hu[6]

## Produção
The Boogeyman é uma adaptação cinematográfica do conto de Stephen King de 1973 com o mesmo nome. Em 26 de junho de 2018, foi anunciado que os parceiros de filmagem Scott Beck e Bryan Woods escreveriam o roteiro com Shawn Levy, Dan Levine e Dan Cohen contratados para produzir para a 21 Laps Entertainment e a 20th Century Fox definida para distribuir. No entanto, em 2019, após a aquisição da Fox pela Disney, o filme foi cancelado, junto com outros filmes em desenvolvimento. Em novembro de 2021, o filme foi revivido e foi relatado que Rob Savage iria dirigir a partir de um roteiro de Mark Heyman, baseado em rascunhos originais de Beck, Woods e Akela Cooper com o serviço de streaming Hulu definido para distribuir. No início de 2022, Sophie Thatcher, Chris Messina, David Dastmalchian, Marin Ireland, Vivien Lyra Blair, Madison Hu e Jaynie Verdin foram adicionados ao elenco. A fotografia principal começou em fevereiro de 2022 em Nova Orleans. Patrick Jonsson compôs a trilha sonora do filme.

## Lançamento
O filme está programado para ser lançado nos Estados Unidos em 2 de junho de 2023, pela 20th Century Studios. Foi originalmente planejado para ser lançado no Hulu em 2023, no entanto, após uma exibição de teste positiva em dezembro, foi anunciado que seria transferido para o lançamento nos cinemas em 2 de junho. King anunciou via Twitter que o trailer seria lançado em 29 de janeiro de 2023, durante o NFC Championship Game.